# 桂榮
桂榮（15世紀—16世紀），字君用，江西廣信府上饒縣人，明朝政治人物。

## 生平
嘉靖元年（1522年）壬午科江西鄉試舉人，授推官，嘉靖十八年十一月考選福建道試監察御史，十九年十月實授，二十二年巡按湖廣，監臨湖廣鄉試，勘上新寧伯譚綸罪狀。又巡按四川，從早至晚，審斷獄案百宗，立釋疑犯數十人，一省以為神。善詩歌、古文辭，有詩集刊刻行世。

## 引用
1. 1 2  《江西通志·卷八十六》：桂榮，字君用，上饒人。以舉人歴官至監察御史。按部四川，摘發如神。自旦至暮，斷獄百宗，立釋疑獄數十人，一省以為神。善詩歌、古文辭，有詩刻行世。（府志）
2. ↑  《明世宗肃皇帝实录卷之二百三十一》：嘉靖十八年十一月丁巳，選授中書舍人周采、林庭坣、行人楊應奇、龍遂、陳邦修、知縣張堯年、王嘉元、許貫之、王夢弼俱給事中，采、堯年吏科；應奇、嘉元戶科；貫之禮科；夢弼兵科；遂、邦修刑科；庭坣工科；中書舍人饒天民、章檗、郭廷冕、胡植、行人陳與旨、舒鵬翼、推官錢應揚、桂榮、葉經、趙應祥、汪九齡、李人龍、知縣翁五倫、陳時、胡汝輔、汪旦、張棐、陸瑚、辦事進士唐臣、徐鶴齡、魏謙吉、張煥、符驗、馮璋、國子監助教黃河俱試監察御史，天民應揚河南道；榮、五倫福建道；檗、與音山西道；經、臣江西道；時、廷冕、鶴齡陝西道；應祥廣東道；汝輔、鵬翼廣西道；植、謙吉雲南道；旦、煥貴州道；棐南京河南道；驗南京福建道；九齡南京山西道；人龍南京陝西道；瑚、璋南京廣西道；河南京貴州道。